# 藤岡圭
藤岡 圭（ふじおか けい、1953年12月23日 - ）は、日本の経営者。三井倉庫社長を務めた。宮城県出身。

## 経歴・人物
1977年に早稲田大学商学部を卒業し、同年に三井倉庫に入社した。2009年に執行役員に就任し、2011年に常務を経て、2012年6月に社長に就任。2017年6月に社長を退任。